# رودا تارنووسکا
رودا تارنووسکا (به لهستانی:  Ruda Tarnowska) یک روستا در لهستان است که در گمینا ویلگا واقع شده‌است. رودا تارنووسکا ۲۱۵ نفر جمعیت دارد.